# Reyes Murillo Airport
Reyes Murillo Airport är en flygplats i Colombia.   Den ligger i departementet Chocó, i den västra delen av landet, 400 km väster om huvudstaden Bogotá. Reyes Murillo Airport ligger 2 meter över havet.
Terrängen runt Reyes Murillo Airport är kuperad åt sydost, men norrut är den platt. Havet är nära Reyes Murillo Airport åt nordväst. Runt Reyes Murillo Airport är det glesbefolkat, med 10 invånare per kvadratkilometer. Närmaste större samhälle är Nuquí, 1,9 km norr om Reyes Murillo Airport. I omgivningarna runt Reyes Murillo Airport växer i huvudsak städsegrön lövskog.